# Sierra de Pénjamo
La sierra de Pénjamo se extiende por las localidades mexicanas de Pénjamo principalmente, Manuel Doblado y Cuerámaro Guanajuato, sus altitudes varían de los 1700 hasta 2500 metros sobre el nivel del mar.
La sierra de Pénjamo, es conformada en su mayor parte por el municipio que lleva su mismo nombre: Pénjamo, además de Cueramaro y Manuel Doblado, y que actualmente está sufriendo una gran deforestación, razón por la cual se busca su reforestación, protección y utilización como zona ecoturística principalmente de los municipios de Pénjamo y Cueramaro. Tiene grandes barrancas y cerros elevados como el Tigrillo.

## Detalle de la historia
En esta sierra, en la parte de la jurisdicción del municipio de Pénjamo, durante la guerra de Independencia de México, fue fusilado el caudillo insurgente Francisco Xavier Mina.
- Datos: Q9077132